# Alternativer Medienpreis
Der Alternative Medienpreis zeichnet seit 2000 medienübergreifend Journalisten klassischer wie nicht-kommerzieller Medien ebenso wie von Bürgermedien aus. Er wird in den Sparten Macht, Geschichte, Vernetzung, Leben, Zukunft und Medienkritik verliehen.
Die ausgezeichneten Beiträge bearbeiten Themen, die in den etablierten Medien nicht oder nur unzureichend vorkommen, oder entwickeln von der journalistischen Darstellung her originelle Formate. Bürgerschaftliches Engagement oder Förderung des Bürgerjournalismus ist ebenfalls ein Kriterium.
Der Preis wird von der Nürnberger Medienakademie e. V. sowie der ebenfalls gemeinnützigen Stiftung Journalistenakademie verliehen. Die Auswahl erfolgt in zwei Schritten: Eine Vorjury prüft nach Einsendeschluss die eingesandten Beiträge und wählt diejenigen aus, die nominiert werden. Aus den nominierten Beiträgen kürt die Jury sodann die Preisträger. Der Jury gehören unter anderem Peter Lokk, Peter Welchering, Klaus Meier, Lutz Frühbrodt und Gabriele Hooffacker an.

## Veranstalter
Gründer des Preises sind das Nürnberger Alternativradio Radio Z und die Nürnberger Medienakademie e. V. Beide sind anerkannte gemeinnützige Vereine. 2008 ist die Stiftung Journalistenakademie als Mitveranstalter hinzugekommen, Radio Z schied als Mitveranstalter aus, blieb jedoch als Unterstützer dabei. Weitere Sponsoren und Unterstützer sind die „Zweite Aufklärung“, die dju/ver.di, die Nürnberger Nachrichten, das Kulturreferat der Stadt Nürnberg, die Friedrich-Ebert-Stiftung u. a.

## Geschichte
Bis 2016 wurde der Preis in den Sparten Print, Audio, Video und Online verliehen. Der Alternative Medienpreis war damit einer der ersten Journalistenpreise, die für das Medium Internet ausgeschrieben worden waren. 2012 wurde erstmals der Sonderpreis Medienkritik vergeben. Auch in dieser Sparte war der Alternative Medienpreis im deutschsprachigen Raum der erste Preis.
2017 verzichtete das Projekt „Kein Raum für Rechts“ auf das Preisgeld, da mit Norbert Fleischer auch ein Redakteur des „einschlägig wegen seiner esoterischen bis verschwörungsideologischen Filme bekannt[en]“ Internetportals NuoViso.TV ausgezeichnet worden sei.
Erstmals 2017 wurde der Alternative Medienpreis in den Sparten Macht, Geschichte, Vernetzung, Leben und Zukunft vergeben. In der Sparte Medienkritik gab es bis 2018 den Sonderpreis der „Zweiten Aufklärung“. Seit 2020 wurde der Alternative Medienpreis wegen der Corona-Pandemie online verliehen.
Zum 25. Mal wurde der Alternative Medienpreis am 14. Juni 2024 in Nürnberg verliehen – erstmals seit der Pandemie wieder in Präsenz.

## Preisträger

### 2000
- Hörfunk:
  - 1. Preis: Rainer Meyer: Chuzpe – Audio for the Jewish masses, Radiosendung der israelitischen Kultusgemeinde München
  - 2. Preis: Dirk Peters: Nennen wir es mal Krieg, radio gAZelle
  - 3. Preis: Bettina Klein und Sobo Swobodnik: Johann Georg Elser – Geschichtsrezeption in der BRD, Radio LORA München

### 2001
- Internet:
  - 2. Preis: Gunnar Herrmann, Nikolaus Röttger und Florian Wachter: e-politik, Netzwerkreportagen
  - 2. Preis: Dave Hollis, Mag Wompel: Labournet Solidarität im Computerzeitalter
  - 3. Preis: Jürgen Graf: Die ultimative Müllseite
  - 3. Preis: Jana Arakeljan: Eine engagierte Frau
- Hörfunk:
  - 1. Preis: Antonia Arnold und Rainer Meyer: Die Stunde des Films, Redaktion Retropolis, Afk München – 94,5 MHz
  - 2. Preis: René Eschengerd: Redaktionsgruppe Rasant – Sendekonzept von Menschen mit Behinderung, Bürgerfunk Bielefeld
  - 3. Preis: Hubert Brieden und Heidi Dettinger: Dünnes Eis Radio Flora

### 2002
- Internet:
  - 1. Preis: Mirko Pawlak: Dotcomtod, Anbieter und Distributor für exitorientierte Unternehmungsmeldungen
  - 2. Preis: Robert Herbig: Sagmal, Interviews mit Machern des Internets
  - 3. Preis: Redaktionskollektiv: Abschiebehaft, Vernetzung gegen Abschiebehaft
- Hörfunk:
  - 1. Preis: Martin Dehnke, Uta Knischewski: Die Droge Zucker, coloRadio, Dresden
  - 2. Preis: Doris Schmied: Auswirkungen der NS-Zeit auf die Gegenwart, m94,5/Afk, München
  - 3. Preis: Andre Plümer: Interview mit einem Totalverweigerer, Radiogruppe AJZ, Bielefeld

### 2003
- Internet:
  - 1. Preis: Christoph Dowe u. a.: Politik-Digital
  - 2. Preis: Markus Klein u. a.: Zyn!
  - 3. Preis: Peter Reichert u. a.: Portal für Menschen mit Körperbehinderung, Bundesverband Selbsthilfe Körperbehinderter e. V.
- Hörfunk:
  - 1. Preis: Ole Frahm, Michael Hueners und Torsten Michaelsen: Radio-Ballett Hamburg, Gruppe LIGNA
  - 2. Preis: Monika Ahrens, Sabine Spiehl, Daniel Stender, Marcus Weber: Eine irgendwie reiche Welt, Mephisto
  - 3. Preis: Karsten Blum: Karneval und Krieg, Ems-Vechte-Welle

### 2004
- Internet:
  - 1. Preis: Volker Lange, Dagmar Lorenz und Gerd Bruckhaus: Morgenwelt, Magazin für Wissenschaft und Kultur
  - 2. Preis: Wolfgang Tischer: Literaturcafe, Der literarische Treffpunkt im Internet
  - 3. Preis: Walter Schröder: Nadir-Dataspace, Bücher- und Zeitschriften, Datenbank
- Hörfunk:
  - 1. Preis: Mareike Maage und Caroline Melerski: Das Denken und sein Staat, experimentelles Radio bauhaus.fm, Weimar
  - 2. Preis: Dirk Peters und Hellmuth Stamm: Miese Entertainer, Radio gAZelle Wuppertal
  - 3. Preis: Thies Marsen: Antirassistisches Grenzcamp Köln, Zündfunk München (Bayerischer Rundfunk)

### 2005
- Internet:

1. Kirsten Franke und Florian Brandl: Tunespoon, Plattform für Musikvideos, FH Furtwangen
2. Gabriele Bärtels: Frida-Magazin
3. Doris Holler-Bruckner, Lukas Pawek und Robert Wilfurth: Ökonews

- Printmedium:

1. Ramesh Jaura: Beitragsserie Inter-Press-Service (IPS), Nigeria
2. Johannes Touché: Kritik am Bau, Artikelserie in der Monatszeitschrift Scheinschlag
3. Harald Raabe: Homosexualität im Alter, Redaktion Pro-Alter

- Hörfunk:

1. Redaktion Restrisiko: Tschernobyl, bermuda.funk, Freies Radio Rhein-Neckar
2. Karsten Blum: Cat Stevens – Der Terrorist, Ems-Vechte-Welle
3. Salon Rouge: PolizeiGesetzNovelle, Radio FSK, Hamburg

### 2006
- Internet:

1. Oliver Pauser u. a.: DieSeher (Filmfehler-Portal)
2. Oliver Moldenhauer u. a.: Fairsharing, Kampagne für eine Kulturflatrate
3. Christa Ost und Marion Tichy: Nürtinger Stattzeitung

- Hörfunk:

1. Andreas March, Peter Ullrich, Rike Wegner: City Control – Soundtrack für die überwachte Stadt, Redaktion Raumpatrouillen und Leipziger Kamera
2. Alfred Görgens: Rezept der Woche, Radio Tonkuhle Hildesheim
3. Herby Loitsch und Gudrun Schlosser: Ein Tag gegen die österreichische Staatslüge. Die wahren Opfer haben Namen!, ORANGE, Wien

### 2007
- Internet:

1. Knut Mellenthin: Holocaust-Chronologie
2. Wolfgang Schlenker: Kinderstrasse
3. Holger Kulick und Simone Rafael: Mut gegen rechte Gewalt, Stern und Amadeu Antonio Stiftung

- Printmedium:

1. Gerhard Jochem, Daniele List, Susanne Rieger und Monika Wiedemann: Transit, Crossmediales Erinnerungsprojekt Testimon und Rijo Research
2. Klaus H. Jann und Johannes Touche: roter reporter
3. Katharina Mouratidi: Venceremos: Porträts zur anderen Globalisierung

### 2008
- Printmedium:

1. Zeitungsprojekt Sul Serio, Berlin
2. Thorsten Mense: Das letzte Familienfest, Reportage erschienen in der Jungle World

- Internet:

1. Sabrina Tibourtine: Minisprech
2. Annette Rueß und Katja Marjahn: www.pot2null.de

- Audio / Video:
  - Audiopreis: Georg Wimmer: Chicles, Cigarillos…Kinderarbeit, Radiofabrik, Salzburg
  - Videopreis: Pankahyttn, Okto, Österreich
  - Lobende Erwähnung Audio: Welcome to Europe, Radio F.R.E.I. Erfurt
  - Lobende Erwähnung Video: Nur einmal gut essen gehen, Nürnberger Medienladen e. V.

### 2009
- Printmedium:

1. Michael Weiss: Das Versteckspiel – Lifestyle, Symbole und Codes rechtsextremer Gruppen, agentur für soziale perspektiven, Berlin
2. Torsten Engelbrecht: Die Amalgam-Kontroverse

- Internet:

1. Felix Scheidl: Podcasts auf respect.de
2. Dr. jur. Wolfgang Lieb und Albrecht Müller: NachDenkSeiten

- Audio / Hörfunk:

1. Monika Hanewinkel: Ene mene meck und du bist weg.
2. Ralf Stutzki: Du bist Radio.

- Video:

1. Margit Pabst: Manchmal bin ich sogar glücklich
2. Andrea Röpke und Otto Belina: Ferien im Führerbunker

### 2010
- Printmedium:

1. Susan Djahangard, Sophie Rebmann, Andreas Spengler: Die Schulhof-Flüsterer (www.noirmag.de)
2. Nina Schulz: Spiel auf Zeit, über Ghettorenten

- Internet:

1. Berliner Gazette
2. Markus Beckedahl, netzpolitik.org

- Audio / Hörfunk:

1. Monika Löffler: Leben mit einer Behinderung.
2. Nadine Jukschat: Arbeitslosenchor Bohème, Radio Mephisto

- Video:

1. Aljoscha Pause: Tabubruch. Der neue Weg von Homosexualität im Fußball
2. Volkslesen.tv

- Lobende Erwähnung: Geschwister-Scholl-Schule, Kassel

### 2011
- Printmedium:

1. Annika Eckel, Uli Jentsch: Schattenbericht
2. Ulrike Winkelmann: Integriert Euch! (Der Freitag)

- Internet:

1. Willi Lang, Oliver Fleiner: behindert-barrierefrei.de
2. Robert Schrem: fluegel.tv

- Audio / Hörfunk:

1. Benedikt Strunz: Tschernobyl
2. Aleksandra Kolodziejczyk: Autonomie oder Prostitution. Die Zeitehe im Iran

- Video:

1. Marina Bänke und Team: Verloren. Ein Film zum Thema Kinderarmut
2. Carolin Lano: Ein heiliger Berg. Der Hesselberg in Mittelfranken

### 2012
- Printmedium:

1. Eberhard Seidel: Schülerzeitung Q-Rage
2. Simone Schnase: Die Emslandlager und ihre Folgen: Eine Geschichte von 1933 bis in die Gegenwart

- Internet:

1. Ute Scheub: www.visionews.net[9]
2. Marcus Buschmueller: www.aida-archiv.de

- Audio / Hörfunk:

1. Cosima Müller: Kinderradioprojekt zum Weltfriedenstag auf Radijojo
2. Ceyda Keskin, Umut Sahverdi, Hadil Ali: 50 Jahre Scheinehe mit der Türkei (Radio Z)

- Video:

1. Anja Reiß: Sag mir, wo Du stehst. Film über die Gedenkstätte Berlin-Hohenschönhausen (Trailer)
2. Peter Ohlendorf: Blut muss fließen (Trailer)[10]

- Medienkritik:

1. Sugárka Sielaff: Zapp-Beitrag über die Klischeerollen, die afrodeutsche Schauspieler übernehmen müssen[11]

### 2013
- Printmedium:

1. Lara Fritzsche, Die Zeit: Das Leben nach dem Tod in Utøya
2. Martina Madner: „Sehr, sehr wütend“

- Internet:

1. Patrick Gensing: publikative.org
2. Andreas Ebert: www.explainity.com

- Audio / Hörfunk:

1. Walter van Rossum: Zweierlei Maß. Die Berichterstattung über Russland und Amerika[12]
2. Nelly Sautter: Schichtwechsel (Campusradio Bit express, Erlangen)

- Video:

1. Arpad Bondy und Harald Schumann: Staatsgeheimnis Bankenrettung[13]
2. Andreas Holzmüller und Stefan Gnad: Einmal hip, einmal hop

- Medienkritik:

1. Ekkehard Kern: www.radiowatcher.de[14]

### 2014
- Printmedium:

1. Claudia Flach: Reportage über den illegalen Einwanderer Khalid, www.tonic-magazin.de
2. Henning Bleyl: Wo Adolf noch regiert (taz)

- Internet:

1. Gabriele Fischer: NSU-Watch
2. Jan Strozyk & Team (NDR, Süddeutsche Zeitung): Geheimerkrieg.de

- Audio / Hörfunk:

1. Ulla Lachauer: Steppenbeben – Augenzeugen der sowjetischen Atomwaffenversuche (Deutschlandradio)
2. Everina Brink: Beitrag des Evangelische Gymnasium Nordhorn auf der Ems-Vechte-Welle zu Rassismus

- Video:

1. Rebecca Kunsch: Flüchtlinge in Berlin (AlexTV)
2. Karin de Miguel Wessendorf: Weniger ist mehr (ARTE)

- Medienkritik:

1. Marvin Oppong: Blog zur WDR-Klage

### 2015
- Printmedium:

1. Bayerischer Flüchtlingsrat, Matthias Weinzierl, www.hinterland-magazin.de
2. Nina Schulz und Elisabeth Mena Urbitsch, Offene Rechnungen

- Internet:

1. Jim Tobias, www.after-the-shoah.org
2. Wolfgang Amann, Christina Schmitt und Carolyn Wißing, www.einundleipzig.de

- Audio / Hörfunk:

1. Monika Hanewinkel: BAHTALO-Projekt
2. Gaby Weber: Rechtsweg ausgeschlossen? Mercedes-Benz Argentina – ein Präzedenzfall

- Video:

1. Neco Çelik und Felix von Böhm, Schweinemilch
2. Anja Krug-Metzinger, Helden der Zukunft

- Medienkritik:

1. Rita Vock, Initiative Nachrichtenaufklärung: Vergessene Nachrichten

### 2016
- Printmedium:

1. Henning Bleyl: Die Kühne-Story
2. Lena Niethammer: Schlechtes Versteck

- Internet:

1. Karim Hamed: Blicktausch[15]
2. Christian Gesellmann: Warum ich aus Sachsen weggezogen bin

- Audio / Hörfunk:

1. Achim Kasch: Ich war Z-1505. Überleben in der Katastrophe
2. Larry Macaulay: Refugee Radio Network[16]

- Video:

1. Simone Brannahl: Beitrag „eine jüdisch-moslemische WG“ (Kowalski und Schmidt) (RBB)
2. Daniel Evers und Alex-Max Mahling: Das Lokal-TV-Portal WupperVideo

- Medienkritik:

1. Daniel Leisegang: Facebook rettet die Welt (Blätter für deutsche und internationale Politik 3/2016)[17]

### 2017
- Macht:

Norbert Fleischer: Ramstein – das letzte Gefecht
- Geschichte:

Andrea Röpke und weitere: Kein Raum für Rechts
- Vernetzung:

Ron Paustian: Inklusion muss laut sein
- Leben:

Katja Grundmann und Anja Sprockhoff: Aufwachsen als Flüchtlingskind
- Zukunft:

Karl Urban: Heiter bis aufständisch – eine Vorhersage fürs Volk
- Medienkritik:

Mats Schönauer: Topf voll Gold

### 2018
- Macht:

Dennis Leiffels, Jochen Grabler und Johannes Jolmes, Bundeswehr: Skandal bei Eliteeinheit KSK: Hitlergruß (?) und Rechtsrock I Y-Kollektiv-Dokumentation
- Geschichte:

Julian Bernstein: Historiker als Mythenproduzenten (Saarbrücker Hefte)
- Vernetzung:

Nikolas und Milena Migut, Straßenblues
- Leben:

Jonah Benjamin Lemm: Plötzlich ein Genie
- Zukunft:

Thomas Reintjes: Die Maschine (Deutschlandfunk)
- Medienkritik:

Hauke Pfau, Annika Reker und Team: Faktchecking-Plattform stimmtdas.org

### 2019
- Macht:

Sylvia Nagel und Sonya Winterberg: Dokumentarfilm „Kinderhandel – Mitten in Europa“
- Geschichte:

Jan N. Lorenzen und Michael Schönherr: Die Versteigerer. Profiteure des Holocaust
- Vernetzung:

Christian Selbherr, Bettine Kuhnert und Sophie Kratzer: Goldhandys
- Leben:

Laura Anninger und 39 weitere: oida.online
- Zukunft:

Elise Landschek: Projekt Prävention

### 2020
- Macht:

Tom Schimmeck: ARD radiofeature „Der Wahrheit verpflichtet. Über den Machtverlust des Journalismus“
- Geschichte:

Vanessa Hartmann: Dokumentarfilm „Als hätte es sie nie gegeben“ – NS-„Euthanasie“ in Neuendettelsau & Ansbach
- Vernetzung:

MESH Collective: Julia Althoff, Katharina Schwarz, Catherine Hawardt, Ansgar Moek, Maximilian Peiser, Christian Cante, Franziska Schmalbach, Ole Siebrecht, Lena Willems, Pedro Goncalves, Lukas Braune, Laura Perdomo: Playlist „Deine Würde“
Auftraggeber: Arne Busse (Bundeszentrale für politische Bildung), Elena Jung (Robert Bosch Stiftung)
- Leben:

Tania Kibermanis: Beitrag in der Frankfurter Rundschau „Meine Freunde“
- Zukunft:

Katrin Spranger: NDR Dokumentarfilm „Projekt Handwerkerhof. Gemeinsam Zukunft schmieden“

### 2021
- Macht:

Rübel, Jan: Reportage Zeitenspiegel / Frankfurter Rundschau „In nächster Nähe, so fern“
- Geschichte:

Quade, Valerie; Gracner, Gea; Rodgarkia-Dara, Lale; Kieweg, Sarah (Koordinatorin); Durišová, Simona: Gesprächsreihe bei Radio Helsinki „Frequently Asked Questions. Das Corona-Update aus dem Freien Radio“
- Vernetzung:

Styrnol, Pirmin; Styrnol, Maik: Online-Musikfestival „WeLive“. Veranstalter: Lahrer Rockwerkstatt e. V., punchline studio und Schlachthof Jugend&Kultur Lahr
- Leben:

Elsner, Katharina: NDR Audio-Beitrag „Fußball mit Haltung – Der IFC mischt die Kreisliga auf“
- Zukunft:

Henne, Ann-Sophie; Jüngling, Robin; Le Large, Annika: Journalistischer Instagram-Blog „@nachhaltig.kritisch“

### 2022
- Macht:

Backes, Martina; Bischoff, Meike; Cailleteau, Adèle; Gebhard, Lukas; Gutensohn, Eva; Manser, Katja; Vangelista, Antonia; Westhäußer, Lisa: Podcast des Freien Radios RDL (Radio Dreyeckland) und des iz3w (Informationszentrum Dritte Welt) „Heißer Scheiß – Klimadebatten und Bewegungen“ SUEDNORDFUNK iz3w on Air
- Geschichte:

Rehm, Valeska: Medienwerkstatt Franken Videofilm „Gegen das Vergessen – Der NS-Bahnhof Märzfeld“
- Vernetzung:

Riesewieck, Moritz; Terrasse, Cosima; Block, Hans: WDR Dokumentation „Made to measure“
- Leben:

Chahrour, Mohamed; Staiger, Marcus; Hirsch, Daniel: Podcast-Reportage vom rbb „Clanland – Schrecklich nette Familiengeschichten“
- Zukunft:

Mischke, Tatjana; de Miguel-Wessendorf, Karin: HR ARTE Generation Waldbesetzer – Im Baumhaus gegen die Klimakrise. Doku

### 2023
- Macht:

Kreutzer, Lisa; Brunner, Katharina; Füreder, Fabian und Moussavi-Wagner, Arthur: Andererseits-Redaktion Dokumentation „Das Spenden-Problem“
- Geschichte:

Liebler, Michael; Bennewitz, Nadja und Stöcklein, Leo: Radio Z Nürnberg / Redaktion Zwischenfälle Feature „Unser Haus – die Hausbesetzungsbewegung 1980/81“
- Vernetzung:

Werner, Jannik; Sasse, Simon: Quellenreiter:in Multiplayer Quiz App „Quellenreiter:in – Das „Fake News“ Quiz. Wir helfen spielerisch „Fake News“ zu erkennen“
- Leben:

Le, Nhi: ZAPP NDR YouTube Video-Interviews „True Crime: Mord, Totschlag, Missbrauch als Entertainment“
- Zukunft:

Hopp, Lisa: Medienwerkstatt Franken Video „Housing First -Das Ende der Obdachlosigkeit?“

### 2024
- Macht:

Bleyl, Henning, Projekt „4 qm Wahrheit“ (TAZ): „Arisierungs“-Mahnmal in Bremen: Vier Quadratmeter Wahrheit
- Geschichte:

Cantzen, Rolf, Deutschlandfunk Kultur Lange Nacht (3 Stunden): „Deserteure in der Geschichte: Nicht töten und nicht getötet werden“
- Vernetzung:

Dachwitz, Ingo, Netzpolitik.org Fachartikel (Auftakt zur Artikelserie mit weiterführenden Texten, Datenanalyse, Podcast und Vortrag): „Microsofts Datenmarktplatz Xandr: Das sind 650.000 Kategorien, in die uns die Online-Werbeindustrie einsortiert“
- Leben:

Heim, Susanne; Gräf, Carmen, rbb Rundfunk Berlin Brandenburg: Film „Die Kings von Kreuzberg“
- Zukunft:

Münstermann, Marius; Werner, Christian (Videos & Fotos); Tuckow, Erik (Illustrationen); Hassenstein, Wolfgang (Redaktion), Greenpeace Magazin: Multimediale Präsentation„BODEN BURNOUT. Um die Böden der Erde zu retten – und damit uns selbst – müssen wir unsere Landwirtschaft radikal ändern“

### 2025
- Macht:

Hofmann, Madeleine, Deutschlandfunk Kultur: „Ausgebrannt. Wenn politisches Engagement krank macht“
- Geschichte:

Marsen, Thies, Bayerischer Rundfunk; „Omas Tasche und das Hitler-Attentat“
- Vernetzung:

Roth, Christa, sagwas Online-Debattenportal der Friedrich-Ebert-Stiftung: „Lust auf Streit?“
- Leben:

Heilig, Carolin, Rohde, Lea-Sophie, Volontär:innen der Nürnberger Nachrichten / Verlag Nürnberger Presse: Podcast „Bye Bye Baby Boom – Wollen wir keine Kinder mehr?“
- Zukunft:

Link, Annette, Medienwerkstatt Franken: „Willkommen in Nuetopia – Visionen für Nürnberg“